# St. Andrews Patrol Cabin
La St. Andrews Patrol Cabin est une cabane en rondins et station de rangers américaine située dans le comté de Pierce, dans l'État de Washington. Protégée au sein du parc national du mont Rainier, elle a été construite dans le style rustique du National Park Service en 1922. Elle est inscrite au Registre national des lieux historiques depuis le 13 mars 1991. Elle contribue également au Mount Rainier National Historic Landmark District établi le 18 février 1997.